# Das Mädchen mit den fünf Nullen
Das Mädchen mit den fünf Nullen (Alternativtitel Der Haupttreffer) ist eine deutsche Stummfilmkomödie von Kurt Bernhardt aus dem Jahre 1927 in 6 Akten.

## Handlung
Drei Männer und eine Frau teilen sich ein Lotterielos zu gleichen Teilen. Als auf dieses Los der Hauptgewinn fällt, wird auch gerecht geteilt.

Zwei der beteiligten Männer verlieren ihren Anteil, und bevor der dritte seinen Anteil verspielen kann, verwahrt die Frau dessen Anteil. Als er durch Spiel und Spekulation völlig ruiniert ist, sucht sie ihn auf und gesteht ihm ihre Liebe. Die von ihr verwahrte Summe dient nun zur Gründung eines gemeinsamen Hausstands.

## Hintergrund
Neben seinem eigentlichen Titel ist dieser Film auch unter den Titeln Das große Los bzw. Der Haupttreffer bekannt. Hergestellt wurde er in den Grunewald-Ateliers in Berlin. Seine Uraufführung in Deutschland war am 2. Dezember 1927 im Picadilly-Kino (Berlin).
Der Stummfilm gilt heute als verschollen.